# Boulevard de la Chapelle
Le boulevard de la Chapelle est une voie au nord de Paris qui marque la limite entre le 10e et le 18e arrondissement.
Il se situe entre le boulevard Marguerite-de-Rochechouart (à l'ouest) et le boulevard de la Villette (à l'est).

## Situation et accès
Le boulevard de la Chapelle sert de limite aux 10e et 18e arrondissements de Paris. Il est composé de deux voies de part et d'autre d'un terre-plein central qui supporte la ligne 2 du métro.
Le boulevard passe par-dessus les voies de la gare du Nord et de la gare de l'Est. La section qui traverse les voies de la gare du Nord porte la dénomination de « pont Saint-Ange », du nom d'un propriétaire et spéculateur immobilier au début du XIXe siècle ; elle sert d'espace d'exposition en plein air depuis 2019.
Ce site est desservi par la station de métro La Chapelle.

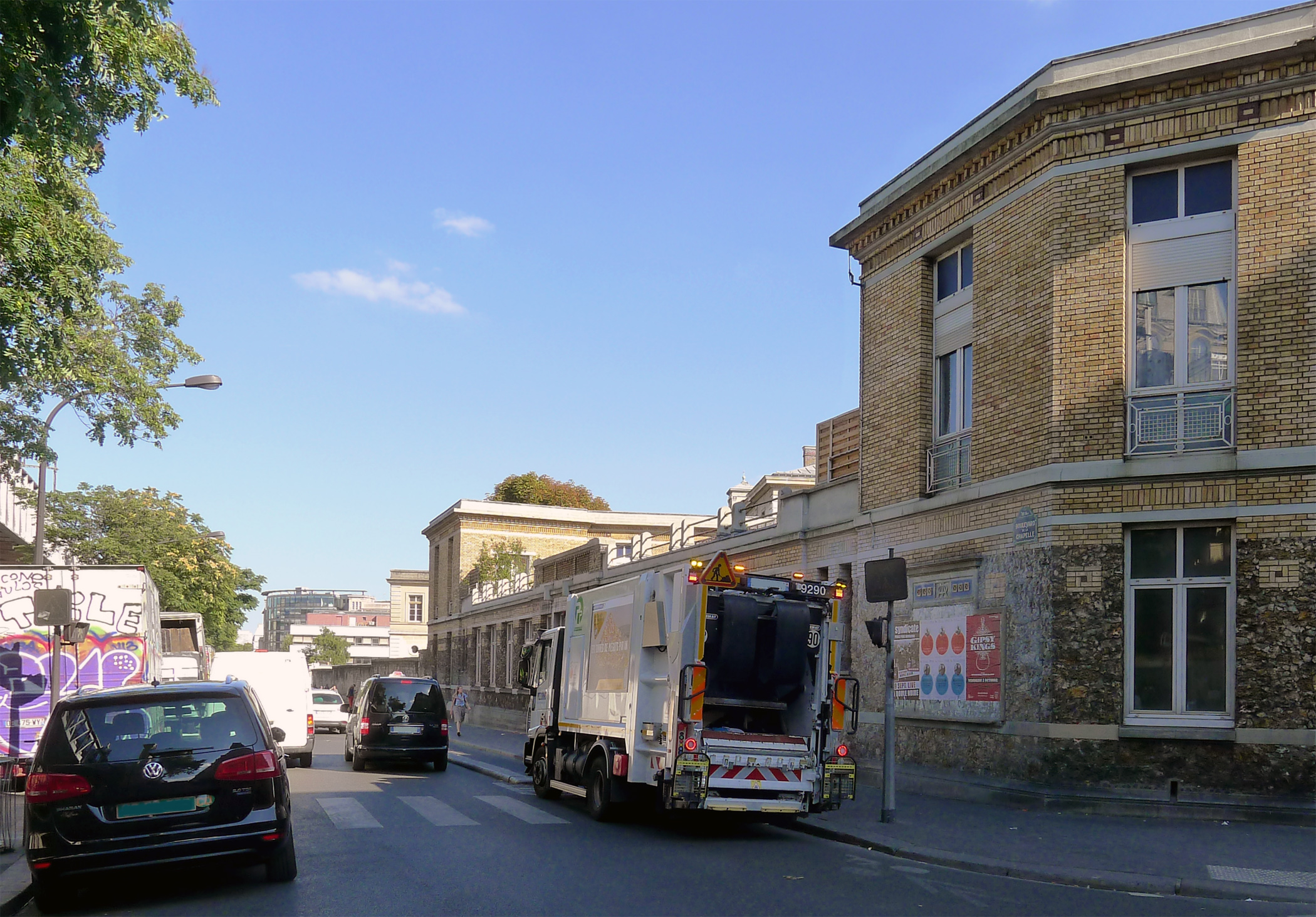
Voie côté 10e.
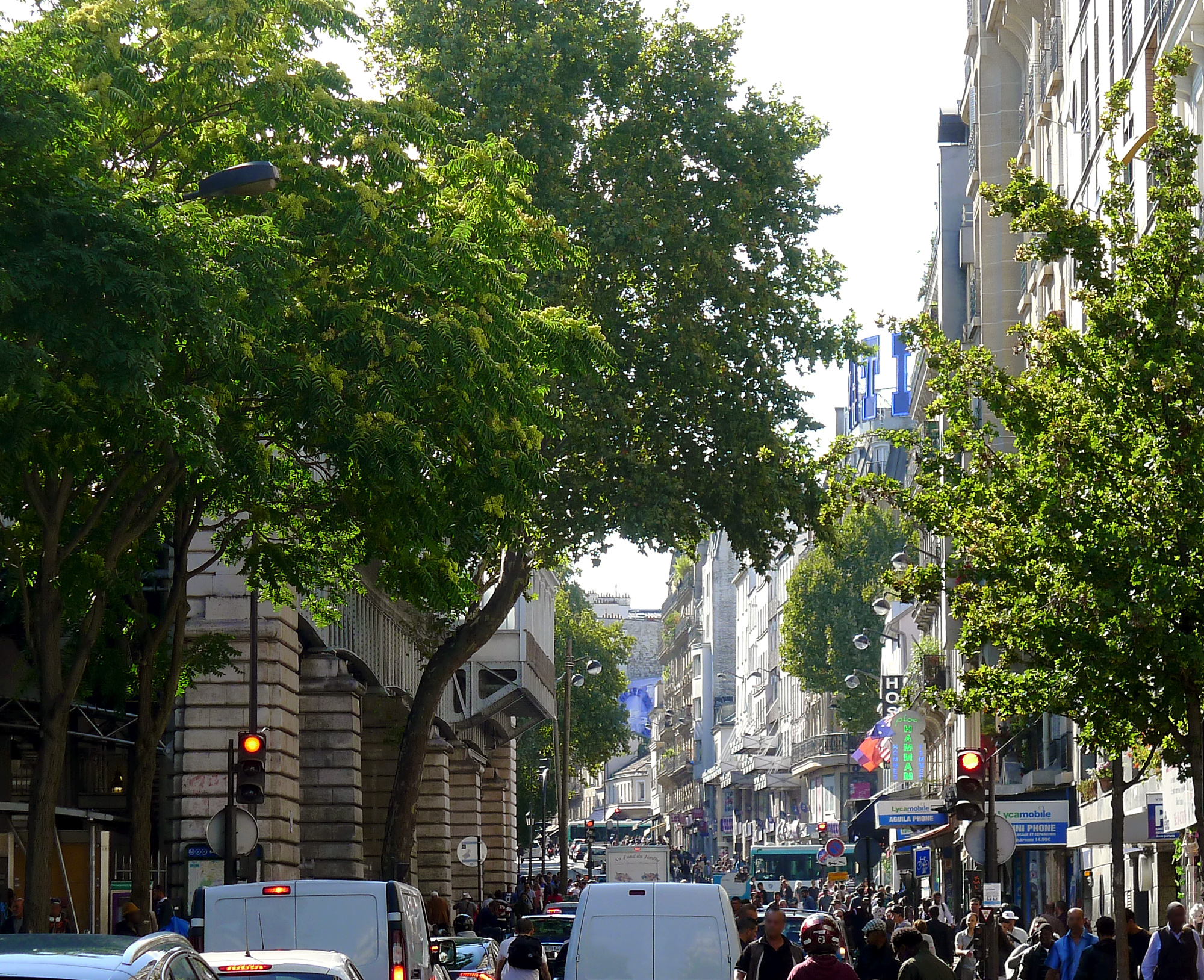
Voie côté 18e.

## Origine du nom
Cette voie longe la limite sud de l'ancienne commune de La Chapelle dont elle a pris le nom.

## Historique
L'actuel boulevard est créé de part et d'autre du mur d'octroi, dit mur des Fermiers généraux, lors de la construction de ce dernier dans les années 1780. Il est donc divisé entre la partie située à Paris et la partie située extra-muros à La Chapelle.
Il est alors divisé en plusieurs sections.
À l'extérieur de l'ancien mur d'octroi (côté La Chapelle) :
- le boulevard des Vertus, pour la partie située entre les actuelles rue d'Aubervilliers et rue Marx-Dormoy (anciennement grande rue de la Chapelle) ;
- le boulevard de la Chapelle, pour la partie située entre les actuels rue Marx-Dormoy et boulevard Barbès (anciennement section du chemin des Poissonniers) ; ce boulevard est né de la réunion en 1851 du boulevard Saint-Ange, entre la barrière Saint-Denis (sur l'actuelle place de la Chapelle) et la rue de la Charbonnière, et du boulevard des Poissonniers, entre la rue de la Charbonnière et la barrière Poissonnière (à l'emplacement du carrefour des boulevards Magenta et Barbès)[2].

À l'intérieur de l'ancien mur d'octroi (côté Paris) :
- le chemin de ronde des Vertus pour la partie située entre les actuelles rues du Château-Landon et du Faubourg-Saint-Denis ;
- le chemin de ronde Saint-Denis, pour la partie située entre les actuelles rue du Faubourg-Saint-Denis et rue du Faubourg-Poissonnière ;
- la place de la Barrière-Poissonnière qui était située au débouché de l'actuelle rue du Faubourg-Poissonnière.

Il longeait la partie nord de l'enclos Saint-Charles qui était une partie de l'enclos Saint-Lazare. En 1846, les travaux de l'hôpital Lariboisière commencent sous la direction de l'architecte Martin-Pierre Gauthier, sur des terrains déserts de l'ancien enclos Saint-Lazare, au sud du boulevard.
La loi du 16 juin 1859 incorpore la commune de La Chapelle à Paris. Le mur des Fermiers généraux, devenu sans objet, est détruit. Les boulevards des Vertus et de la Chapelle sont officiellement incorporés à la voirie parisienne en 1863. En 1864, le boulevard des Vertus, le boulevard de la Chapelle, le chemin de ronde des Vertus, le chemin de ronde Saint-Denis et la place de la Barrière-Poissonnière sont réunis pour former l'actuel boulevard de la Chapelle.

Construction de la ligne de métro n°2
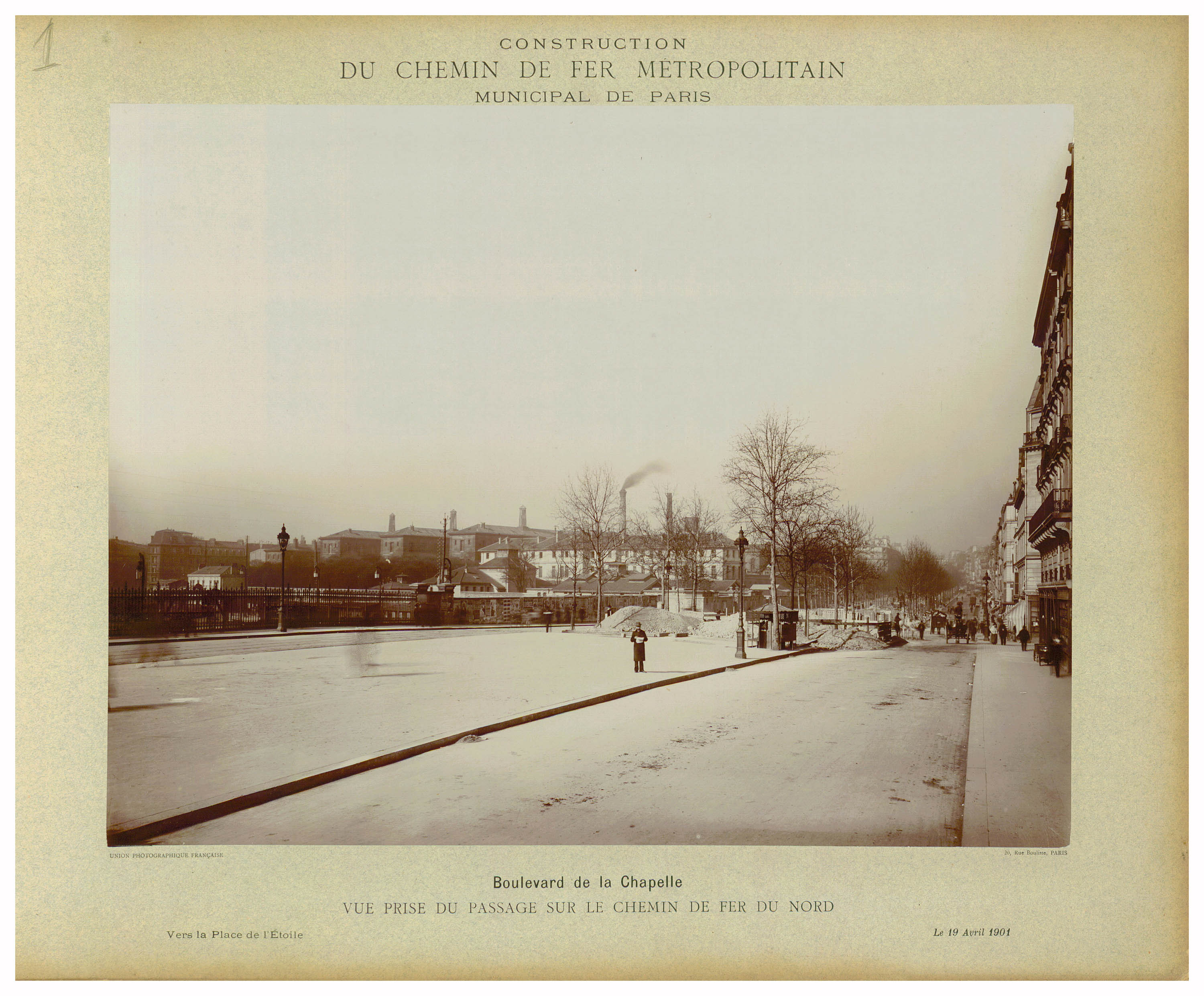
19 avril 1901.
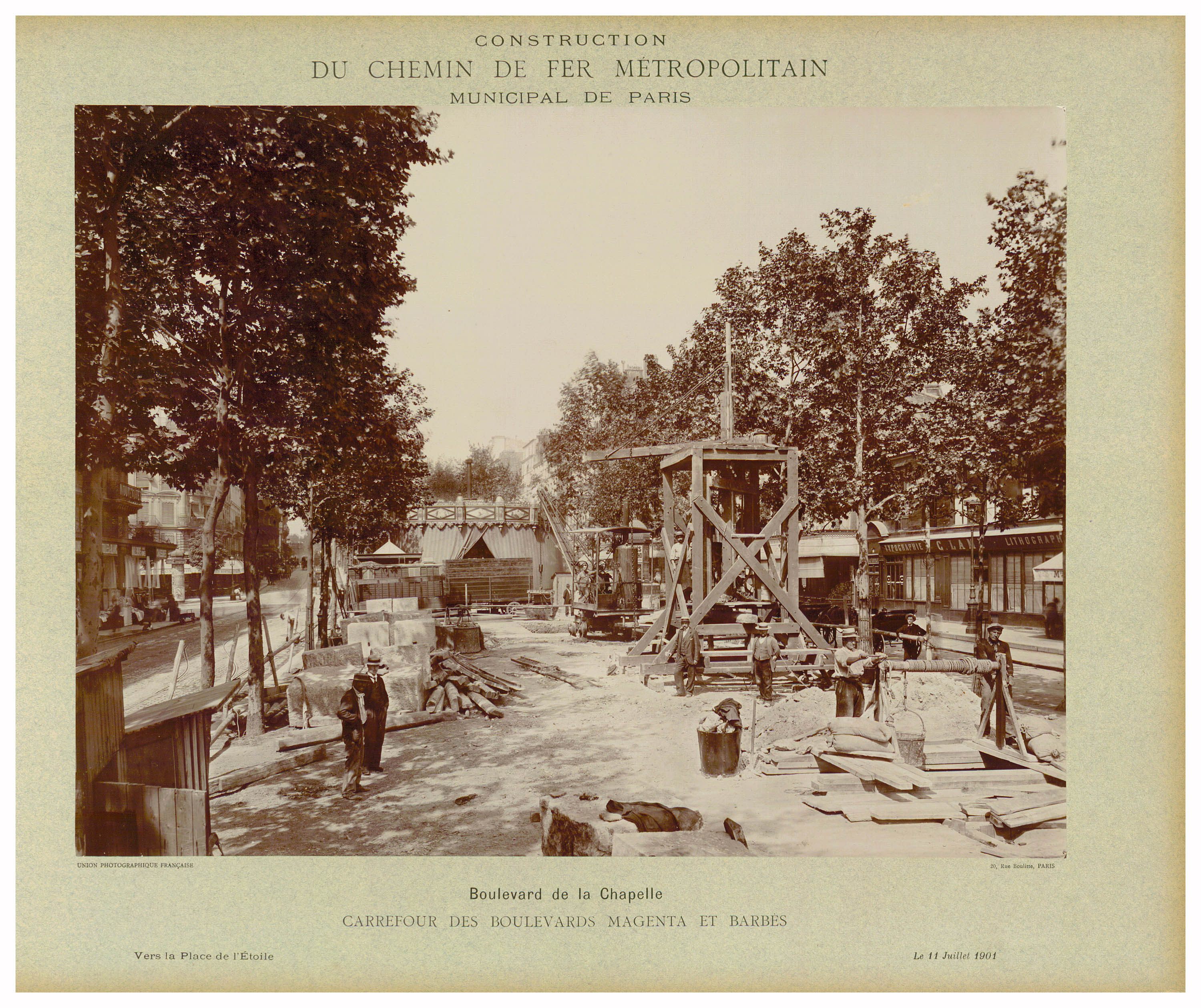
11 Juillet 1901.
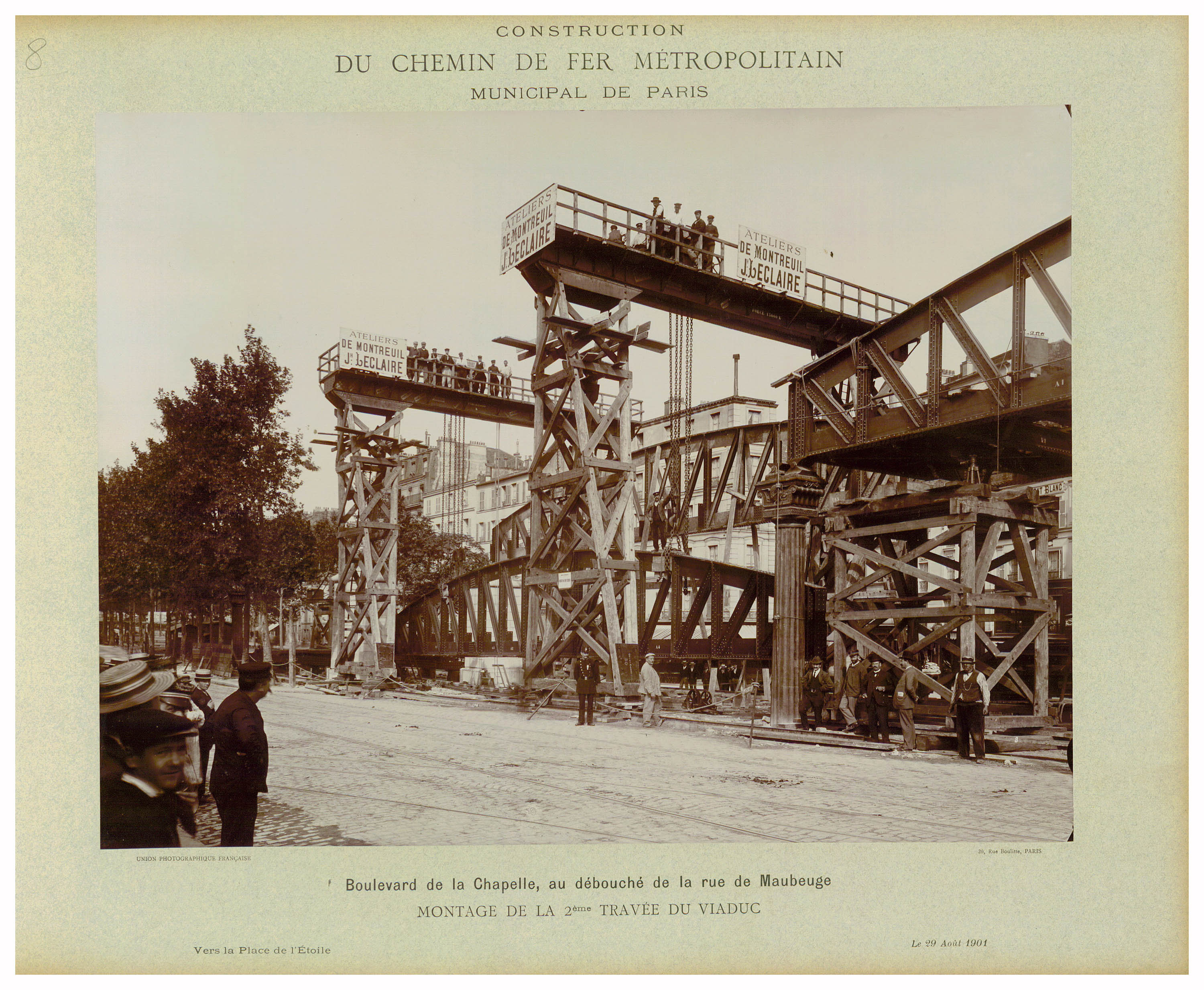
29 août 1901.
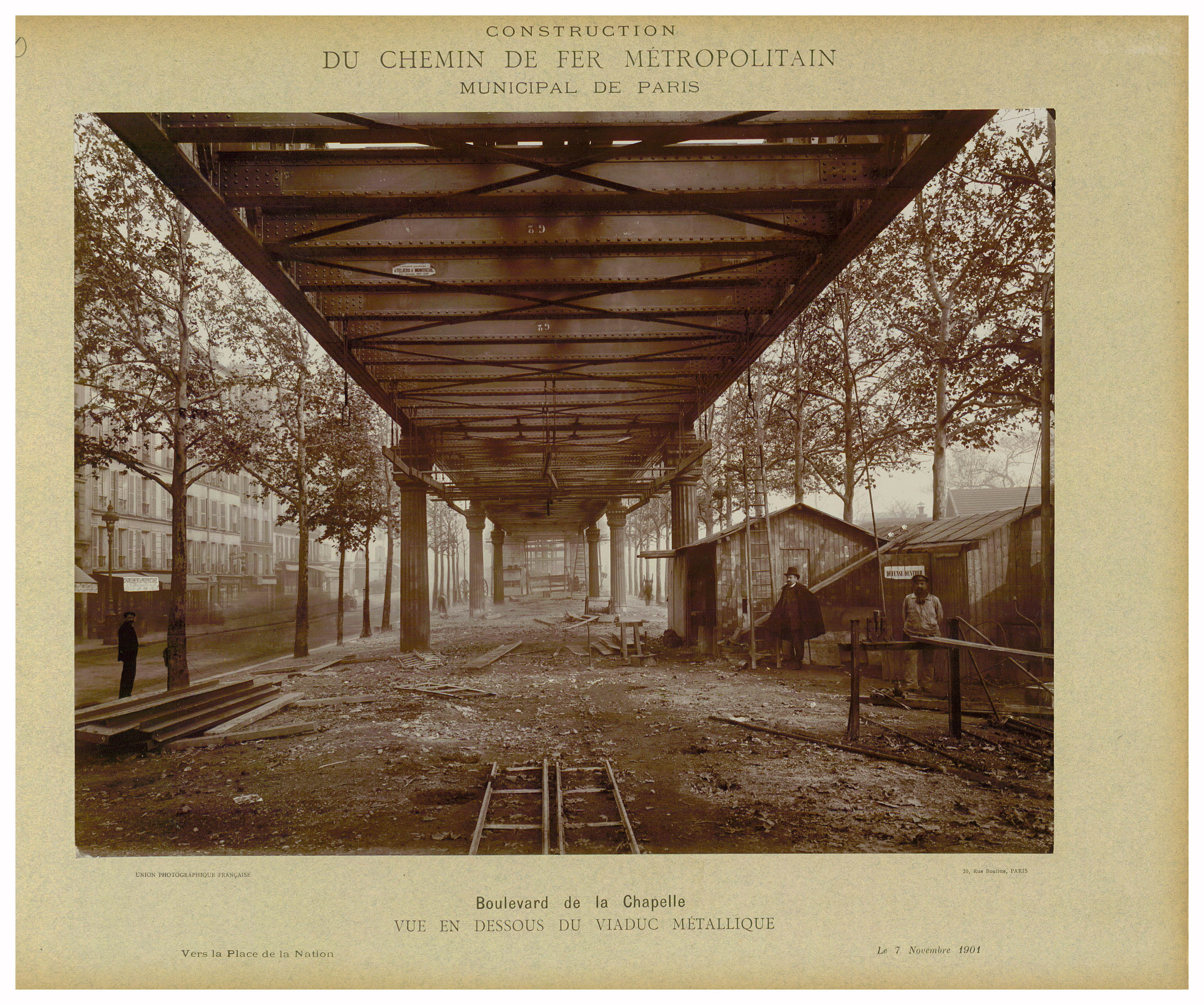
7 novembre 1901.

Au début des années 1900, le viaduc de la ligne 2 du métro et la station Boulevard Barbès (actuelle Barbès - Rochechouart), sont construits au-dessus du boulevard. La section de ligne est ouverte le 31 janvier 1903. Sous ce tronçon de métro aérien court une promenade d’1,4 kilomètre de long. 

### Le pont Saint-Ange
Le viaduc est appelé « pont Saint-Ange ». L’entrepreneur et spéculateur Trutat-Saint-Ange aménage, au début du XIXe siècle, sur la commune de La Chapelle, le quartier qui s’étend de la barrière Saint-Denis à la rue de la Charbonnière. Des empreintes de ce projet se repèrent dans le tracé cruciforme des rues de la Charbonnière, de Chartres et Fleury. Ce tissu viaire devait favoriser la relation avec Paris intra-muros. La construction de la gare du Nord et de l’hôpital Lariboisière n’a pas permis la réalisation du projet. 
Des expositions artistiques, en plein air, sont organisées à cet emplacement.

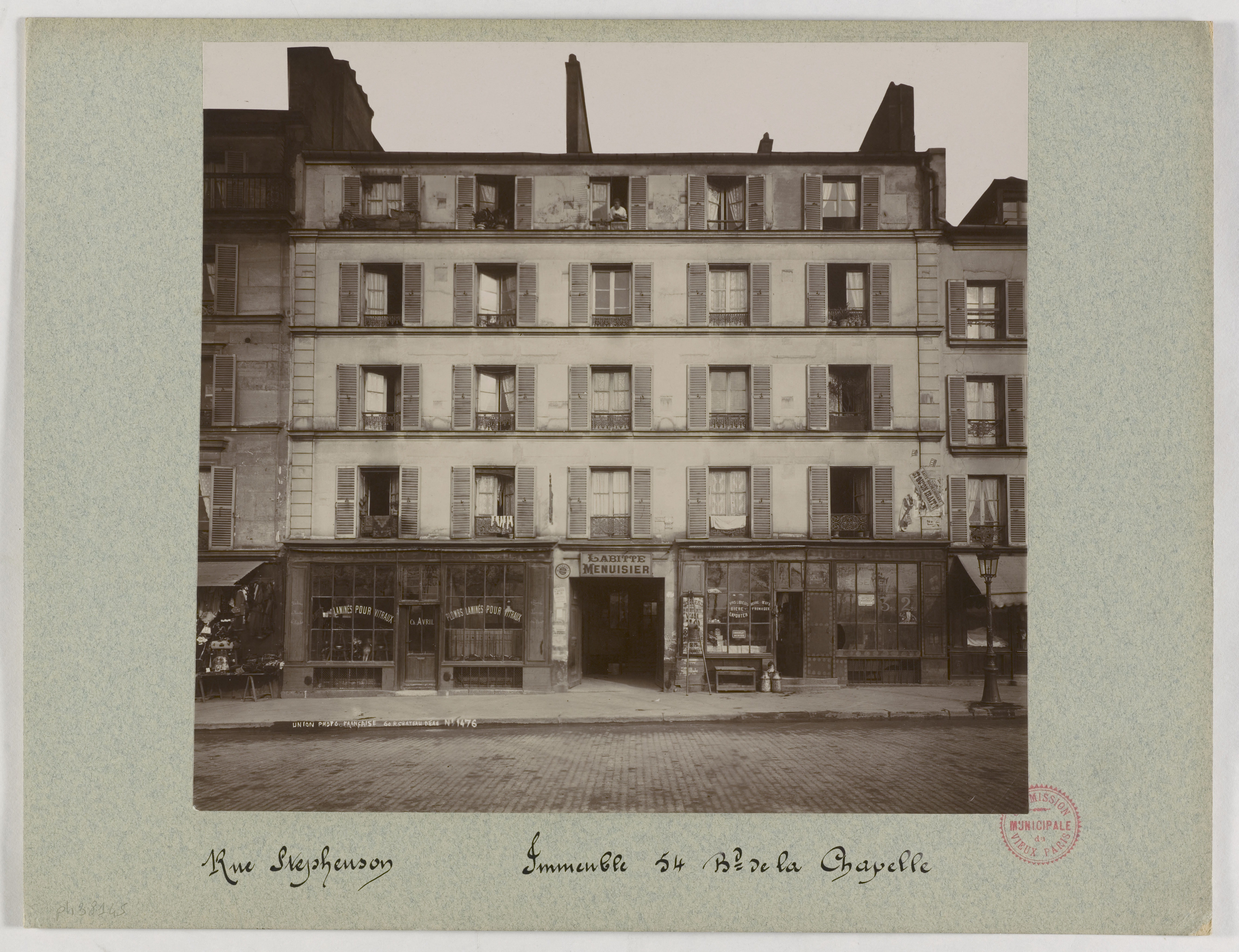
N°54 vers 1895-1898.
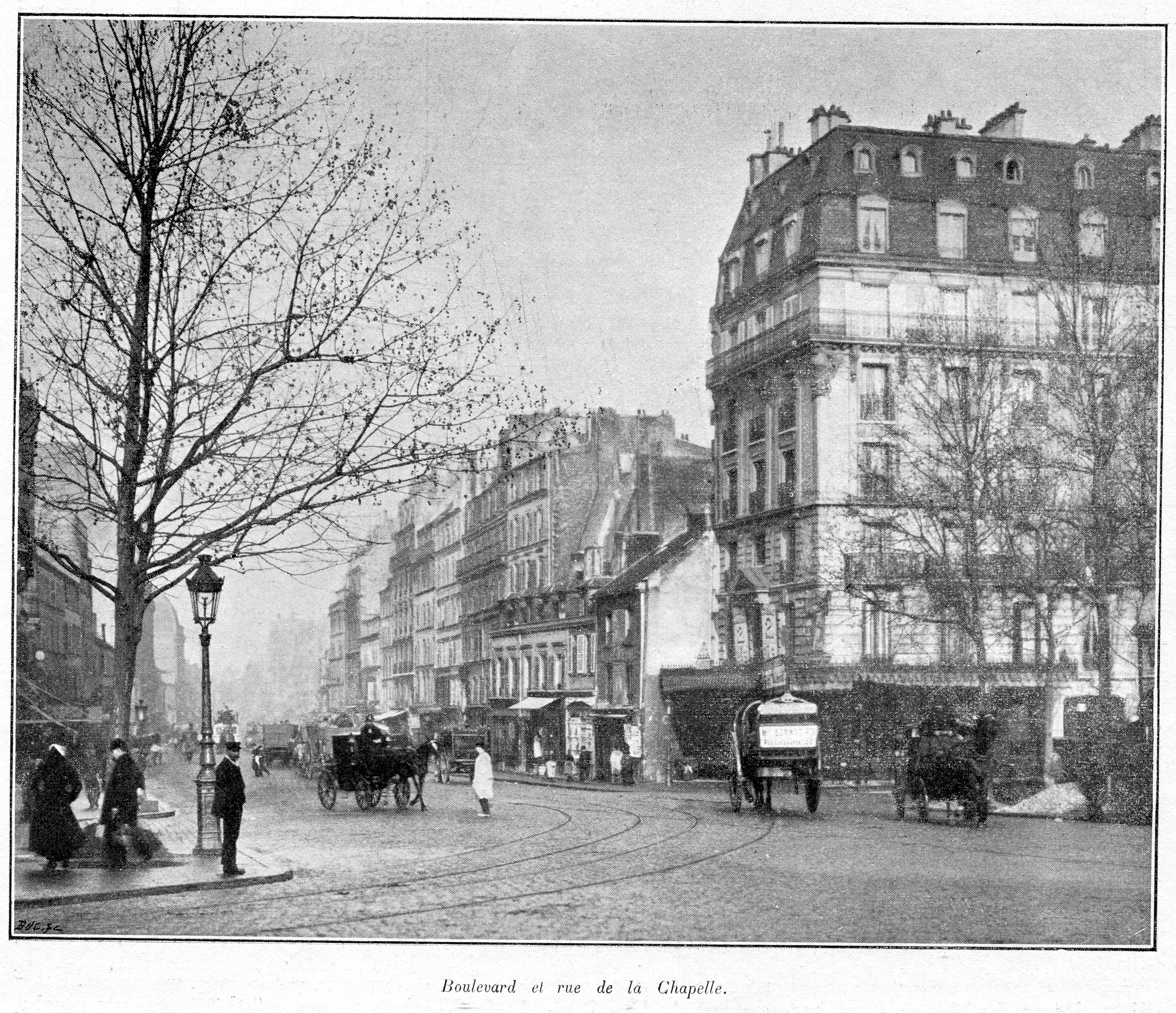
157 boulevard et rue de la Chapelle en 1897.
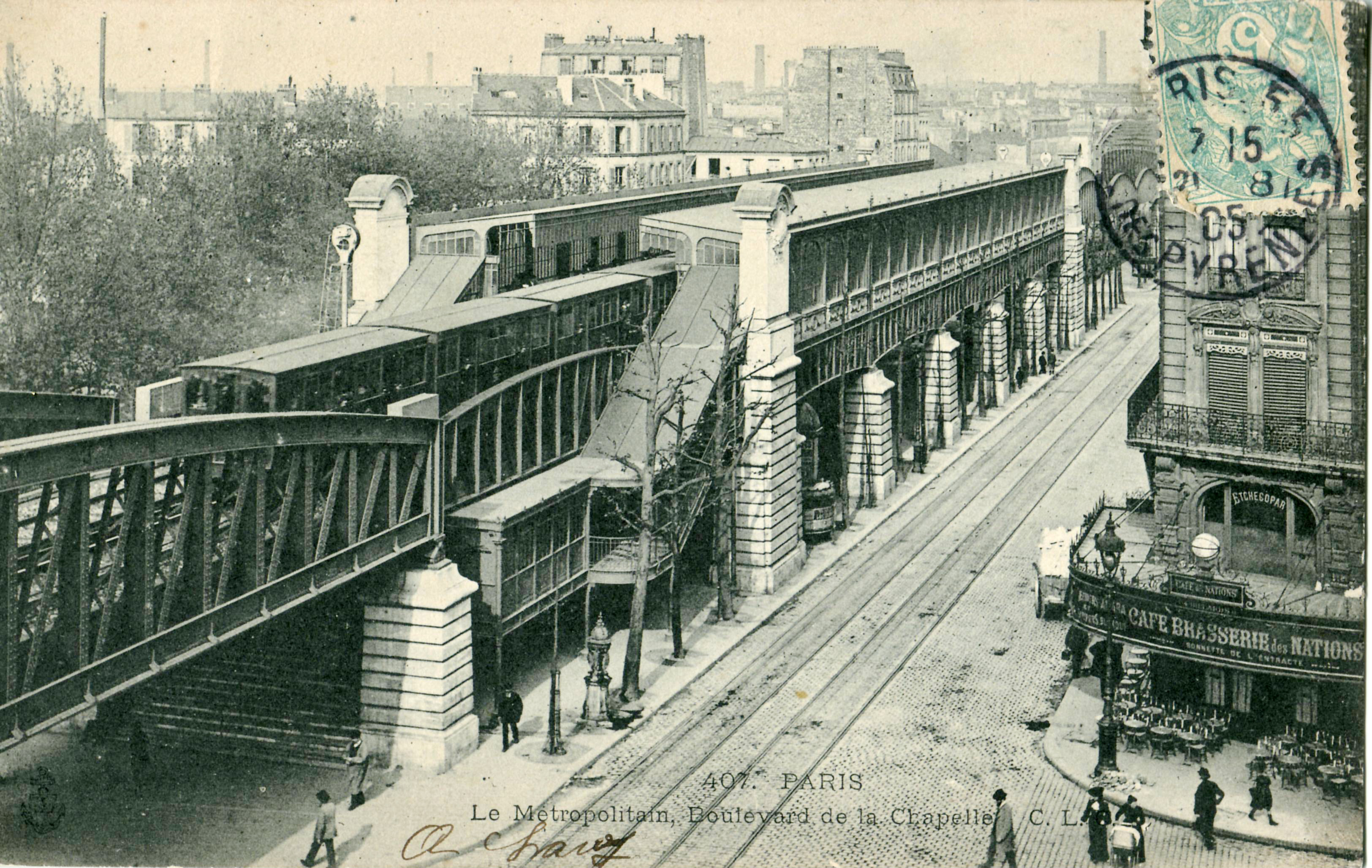
Le boulevard, la station de métro et les voies du tramway qui le desservaient, vers 1905.

## Bâtiments remarquables et lieux de mémoire

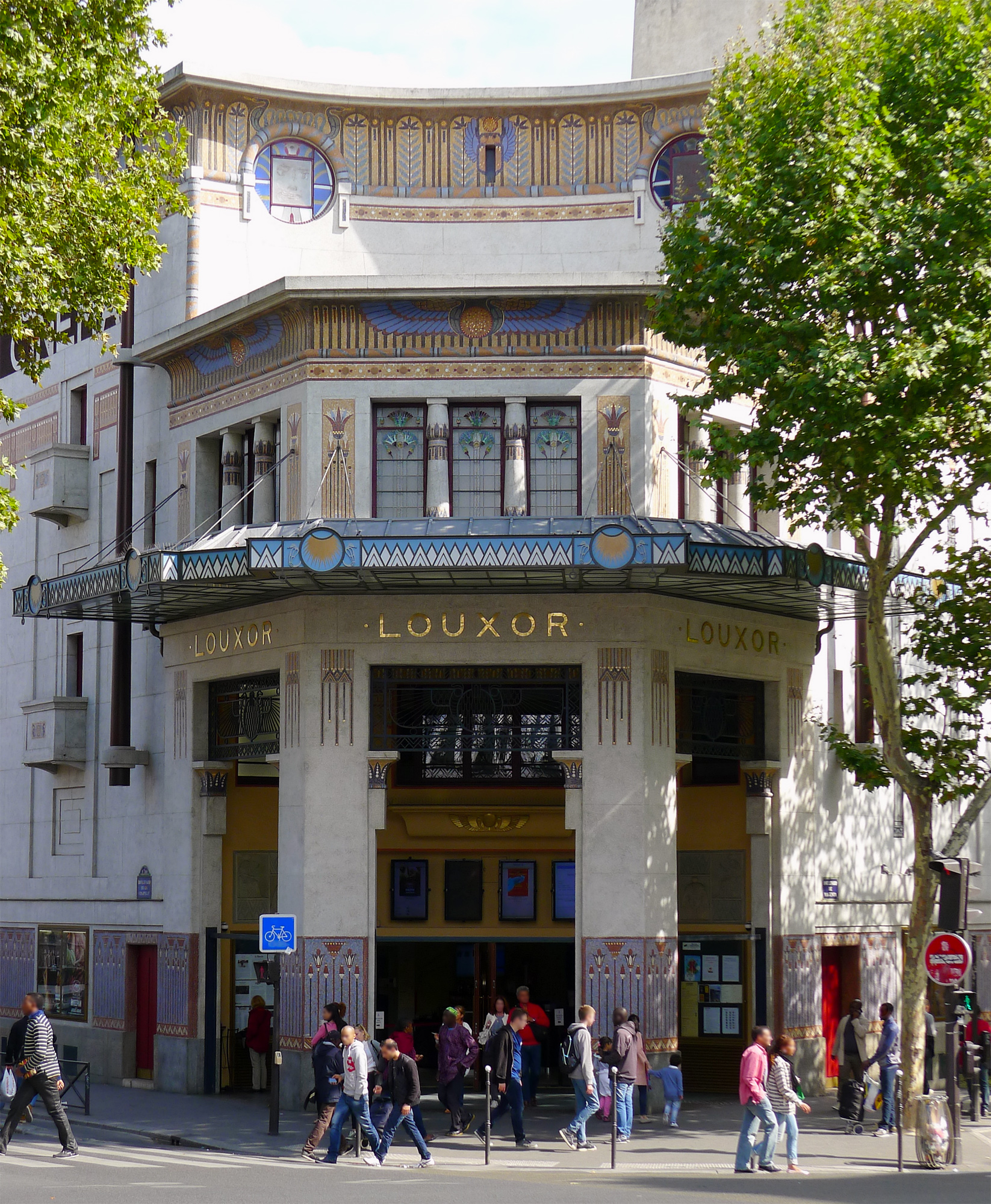
Le Louxor en 2015.

- No 32 : ancien institut de soudure, bâtiment inspiré par l'Art déco.
- No 37 bis : théâtre des Bouffes du Nord.
- No 51 : l'architecte Louis Sauvageot y a habité.
- No 56 : Bernard Gorodesky, membre de la bande à Bonnot y a habité
- No 76 : l'immeuble à cette adresse, à un angle avec la rue Fleury, abrite au début du XXe siècle une maison de tolérance[9], photographiée par Eugène Atget. Il est depuis détruit et à son emplacement s'élève aujourd'hui FGO-Barbara, un centre culturel (dont l'adresse officielle est le 1, rue Fleury).
- No 106 : une importante maison de tolérance (quinze femmes déclarées) fonctionnait à cette adresse, où après la loi Marthe Richard lui succède l'Armée du salut. Le bâtiment d'un étage sur rez-de-chaussée est plus tard détruit et remplacé par un grand immeuble moderne.
- Hôpital Lariboisière.
- À l'angle avec le boulevard de Magenta (no 170) : cinéma Le Louxor.

## Dans la littérature
Simone de Beauvoir raconte sa jeunesse dans Mémoires d'une jeune fille rangée (1958). Elle écrit : « J'aimais les soirs où, après le dîner, je descendais seule dans le métro, et où je débouchais à l'autre bout de la ville, près des Buttes-Chaumont qui sentaient l'humidité et la verdure. Souvent je rentrais à pied. Boulevard de la Chapelle, sous l'acier du métro aérien, des femmes faisaient le guet ; des hommes sortaient en vacillant des bistrots illuminés ; aux frontons des cinémas, des affiches criaient. Le monde était autour de moi une énorme présence confuse. Je marchais à grands pas, frôlée par son haleine épaisse. Je me disais que somme toute il était bien intéressant de vivre ».